# مشروع سندس الزراعي
مشروع سندس الزراعي هو أحد أكبر المشاريع التنموية الزراعية في السودان، يقع المشروع في محلية جبل اولياء وتبلغ مساحته الكلية (110,000) وهو يقع في ثلاث ولايات هي الخرطوم والنيل الابيض وولاية الجزيرة ويقع علي بعد 7 كم من الخرطوم.
برامج المشروع المختلفة علي ارض الواقع تحقق فرص عمل للخريجين وزيادة الإنتاج والانتاجية وتنمية الصادرات مما يسهم في زيادة الاكتفاء الزاتي.

## طرق الري
تتكون شبكة الري من ست طرمبات وترعة رئيسية بالإضافة الي الترع الفرعية يروى بمعدل 1.800 مليار متر مكعب في العام شقت ترع من نهر النيل يبلغ طولها 47 كيلو مترآ

## المحاصيل
تزرع فيه مساحات من علف الرودس للصادر والمحلي، ودوار الشمس، والذرة الهجين، بالإضافة إلى محصول علف أبو سبعين، وبعض الخضروات وتتم الزراعة فيه عن طريق الأنماط التقليدية.

## المشاكل التي واجهت المشروع
تضرر بعض الاهالي في الولايات الثلاثة التي يقع فيها المشروع بسبب النزاعات علي الأراضي المملوكة لبعض السكان المحليين التي تقع علي حدود الولايات الثلاث.